# 오티스 엘리베이터
오티스 엘리베이터(Otis Elevator Company)는 1853년 설립된 미국의 승강설비 개발, 제조 및 유지보수 회사이다. 오티스는 엘리베이터와 에스컬레이터를 포함한 수직 운송 시스템 분야에서 세계 최대의 제조업체로, 1976년 유나이티드 테크놀로지스에 인수되어 미국 내에 약 68,000명의 직원을, 해외에 51,000명 가량의 직원을 두고 있으며 그 중 대한민국에 재직 중인 인원은 약 1,600명이다.

## 역사

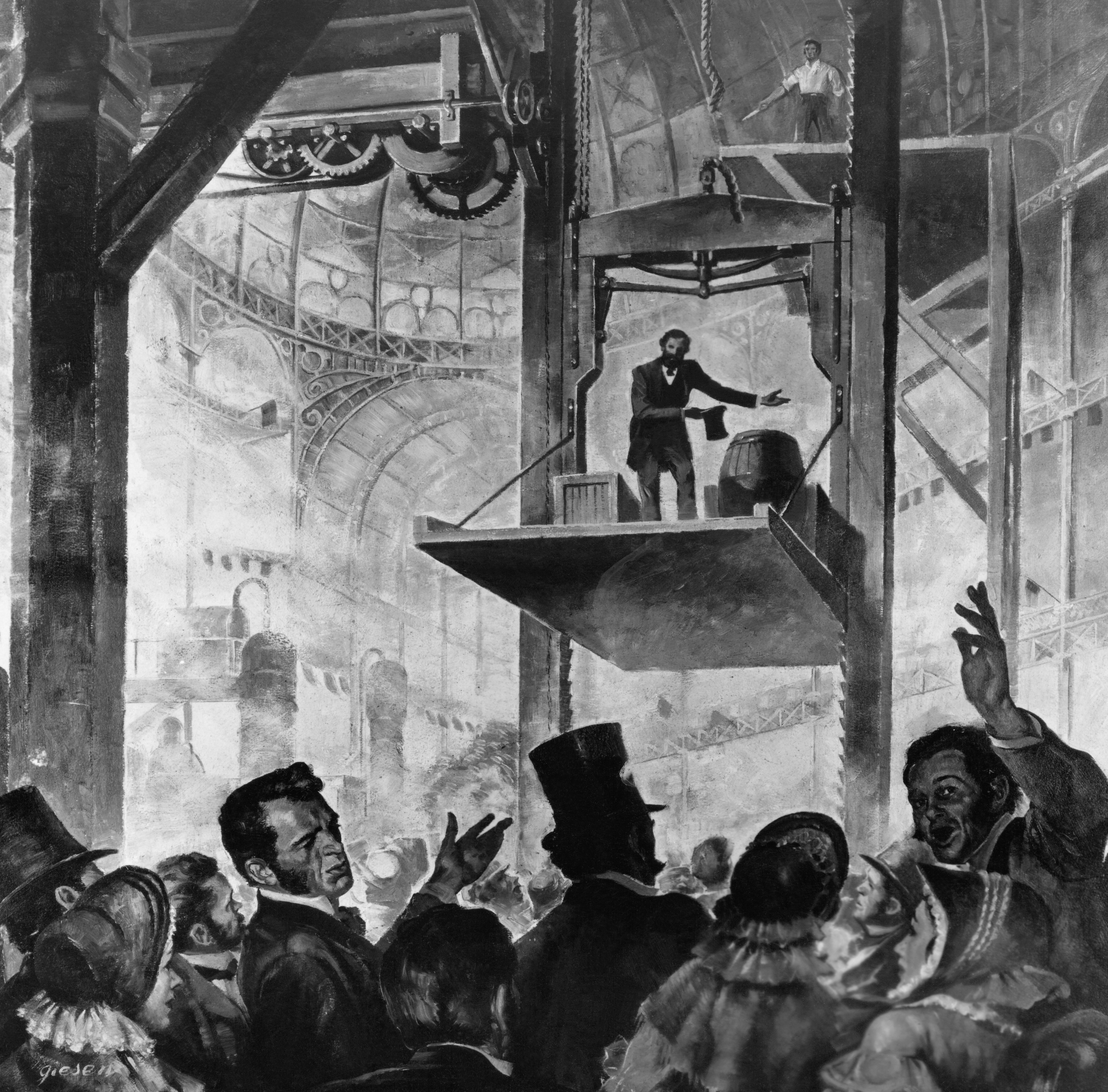
1854년 세계박람회에서 엘리베이터를 시연하는 엘리샤 오티스

미국 뉴욕에 위치한 '베드 스테드'라는 이름의 침대 공장 기계공이었던 엘리샤 오티스는 로프가 절단되더라도 추락하지 않고 안전하게 정지할 수 있는 승강기의 개발에 흥미를 느끼고 있었다. 1852년 그는 그가 재직하던 회사의 요청에 따라 화물용 승강기 제작을 의뢰받은 것을 계기로 비상정지장치 브레이크를 개발하여 안전한 승강기를 제작할 수 있도록 하였다. 이때 개발된 비상정지장치 브레이크는 호이스트 틀의 상부에 쐐기를 부착한 바퀴와 승강로 양측 가이드레일에 라젯트 바를 취부 및 연결하여, 로프가 절단될 시 가이드레일의 라젯트 바에 쐐기를 물리게 하여 승강기를 정지시키는 방식이었으며, 이러한 자동 안전장치가 설치된 엘리베이터를 '안전 호이스트'라고 명명하였다. 1853년 오티스는 용커스에 자신의 이름을 그대로 딴 세계 최초의 승강기 전문 제작 회사인 오티스 엘리베이터 주식회사를 설립하여 엘리베이터 상표를 등록한다.
그러나 이러한 안전장치에 대해 잘 모르던 사람들은 여전히 안전을 우려하며 엘리베이터의 이용을 꺼렸고, 이에 오티스는 1854년 뉴욕의 세계박람회에서 자신이 직접 제작하여 무거운 상자를 가득 실은 승강기에 탑승한 후 조수에게 로프를 절단하도록 명령하는 공개 실험을 벌인다. 그가 탄 승강기의 로프가 절단되었음에도 불구하고 안전장치가 작동되어 승강기가 비상정지하는 모습을 대중에게 보여줌으로서 승강기의 안전성을 입증한 오티스 엘리베이터는 1857년 뉴욕 브로드웨이에 위치한 5층 규모의 E. V. 호그웃 빌딩에 세계 최초의 승객용 승강기를 설치한다. 이때 설치된 승강기는 증기엔진동력을 이용하였으며, 적재하중은 450kg에 운행 속도는 분속 12m였다. 1861년 1월 15일 엘리샤 오티스는 엘리베이터용 독립 조정 증기 기관에 관한 특허를 받으나 같은 해 4월 8일 사망하게 된다. 이후 오티스 엘리베이터사는 엘리샤 오티스의 두 아들인 찰스와 노턴에게 계승된다.
1862년 오티스 엘리베이터는 보수 점검을 시작하였으며, 캐나다와 뉴펀들랜드 자치령 등 해외에 엘리베이터 판매를 개시하였다. 1867년에는 찰스와 노턴은 회사명을 오티스 브라더스 컴퍼니(OTIS Brother's Company)로 재설립하였으며, 미국 남북 전쟁이 끝난 후 도시건설이 빠르게 이루어지는 것에 힘입어 1873년까지 미국과 유럽 등지에 누적 2,000대 이상의 승강기를 공급한다. 1878년에는 분속 180~240m 이상의 수압식 고속 승강기를 개발하였으며 고속 운전 중 긴급 상황이 발생했
을 때 낙하를 방지하는 조속기(Governor; 거버너)를 개발하였다. 이러한 오티스의 승강기 개발은 이후 1886년 미국에서 철골구조공법이 개발되어 건축할 수 있게 된 10층 이상의 고층 건물을 실용적으로 이용할 수 있도록 하였다.
오티스 브라더스 컴퍼니에서 회사명을 재차 오티스로 변경한 오티스사는 1889년에 시카고에 10층 규모로 건축된 데마레스트(Demarest) 빌딩에 세계 최초로 분속 30m로 운행하는 전동식 승강기를 설치하였고 1890년 아메리칸 트레이딩 컴퍼니(American Trading Company)를 통해 일본은행(능운각)에 전동 승강기를 설치함으로서 일본으로의 승강기 수출을 개시하였다. 같은 해 오티스는 에스컬레이터를 발표했으며 이를 상표로 등록하여 1899년 시비거(Seeberger)와의 제휴로 세계 최초로 에스컬레이터 생산을 개시하였다. 1897년 오티스는 높이 300m의 에펠탑에 세계 최초로 경사식 승강기를 수주하여 설치한다.
1903년에는 기존의 기어드 방식과 비교하여 기어가 없는 기어리스 타입의 무기어 기종을 개발하였고, 이를 뉴욕에 세워진 56m 규모의 비버 빌딩에 운행 속도 분속 150m, 적재하중 1,100kg 규모로 설치하였다. 1915년에는 전자동 착상장치를 개발해 상하 착상 시의 불안감을 해소하였고 1924년에는 전자동 제어반 개발과 함께 조작반의 푸시 버튼을 개선하여 승강기 대기 시간에 따른 불편을 해소하였다. 1931년에는 102층 규모로 당시 세계 최고층 건물이었던 엠파이어 스테이트 빌딩에 분속 360m 승강기를 포함해 승강기 총 74대를 설치하였으며, 이는 당시로서는 단일 건물로서는 최다 승강기를 보유한 것이었다. 같은 해에는 한 개의 승강로에 2대의 엘리베이터가 수직으로 연결된 상태로 움직이는 더블데크 엘리베이터를 발표하여 아메리칸 인터내셔널 빌딩에 세계 최초의 더블데크 엘리베이터를 설치한다.
1940년 남아프리카 공화국의 승강 행정 964m의 탄광 승강로에 세계 최초로 분속 600m의 승강기를 납품하였으며, 1967년에는 110층 규모의 뉴욕 세계무역센터에 분속 480m의 고속 승강기 23대와 로컬 엘리베이터 72대, 화물 엘리베이터 4대와 지하 전용 승강기 3대로 도합 102대의 승강기를 설치한다. 같은 해 일본 오티스사는 도쿄 가스미가세키 빌딩에 일본 최초로 분속 300m의 고속 승강기를 납품하였으며, 1970년 미국 오티스사는 시카고 타임라이프 빌딩에 세계 최초로 분속 480m급 고속 더블데크 엘리베이터를 설치한다.
1976년 오티스는 유나이티드 테크놀로지스에 인수되었으며, 전액 출자한 자회사 방식으로 전환되었다. 1978년 일본 오티스사는 도쿄 노무라 빌딩에 세계 최초로 분속 540m급 승강기를 설치하였다. 1990년에는 직선형 전동기, 즉 리니어 모터에 의해 구동되는 엘리베이터를 발표하였고 도쿄 만세빌딩에 분속 105m급 리니어 엘리베이터를 최초로 납품한다. 리니어 엘리베이터는 대한민국에도 1996년에는 여의도 고려증권 사옥, 1997년 5월에는 인하대병원에 SKY-LINEAR이라는 모델명으로 설치되었다.
전 세계에서 오티스가 설치한 180만 대의 엘리베이터와 11만 5천 대 이상의 에스컬레이터가 운용 중에 있으며, 150만 대의 엘리베이터와 에스컬레이터가 오티스에 의해 유지보수 중이다.
오티스 엘리베이터는 2018년에 유나이티드 테크놀로지스에서 독립하게 되었다.
최근에는 대러제재의 일환으로 2023년 이후 러시아 법인 및 사업장을 죄다 Meteor 사에 팔고 완전 철수하였다. 벨라루스도 동 사유로 한국 계열사인 시그마 엘리베이터의 현지 총판 계약 일방적 파기 및 선적을 중단한 상태이다.

## 대한민국의 오티스 엘리베이터

### 역사
오티스는 1910년 조선은행에 화폐 운반용 수압식 엘리베이터를 설치함으로서 한반도 최초의 승강기를 설치하였고, 철도호텔에 한반도 최초의 승객용 엘리베이터를 설치하였다. 이후 광복 이전까지 한반도 내 거의 모든 승강기를 설치하였으며, 광복 이후에도 한국 시장에 가장 먼저 상륙하여 초기 한국 수입 승강기의 약 80%를 선점했다.
1982년 동양엘리베이터와의 기술 제휴를 계기로 한국 시장에 재진출하였고 1991년에 승강기 제조업체 한국엔지니어링을 인수하여 '한국OTIS엘리베이터'를 출범시켰다. 이때 보급된 엘리베이터는 해외 공장에서 직수입 형태로 한국에 들여왔다.

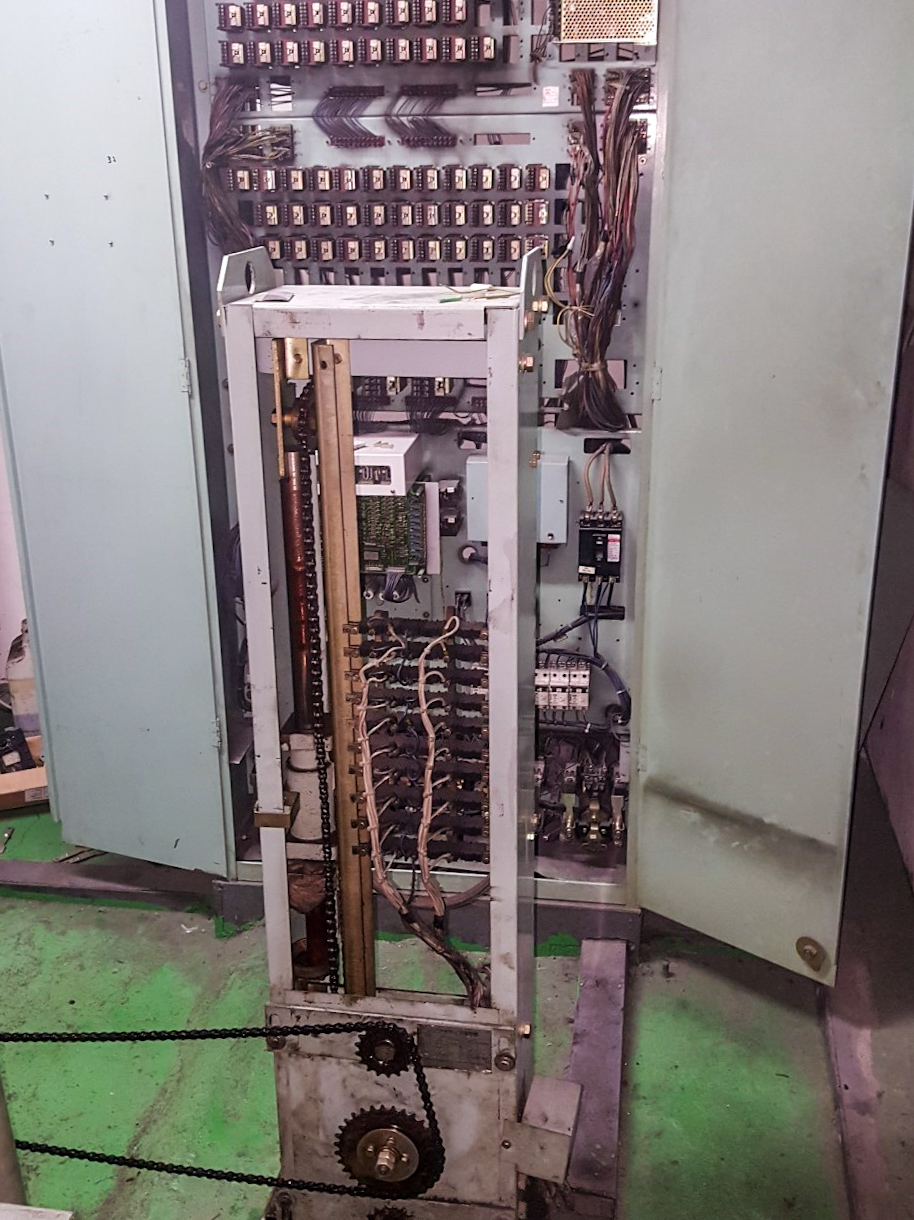
금성산전 DP
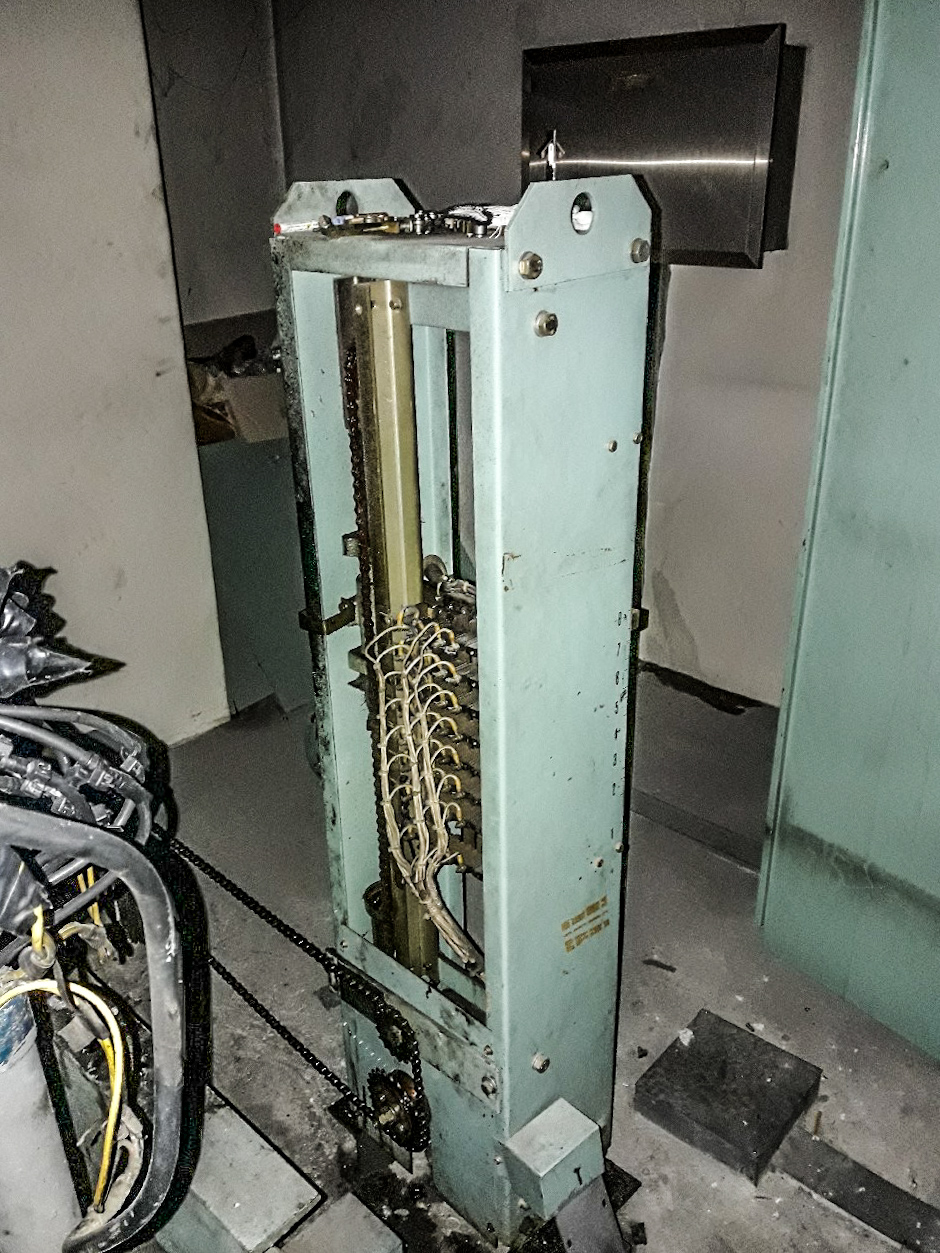
금성산전 DP 층상선택기
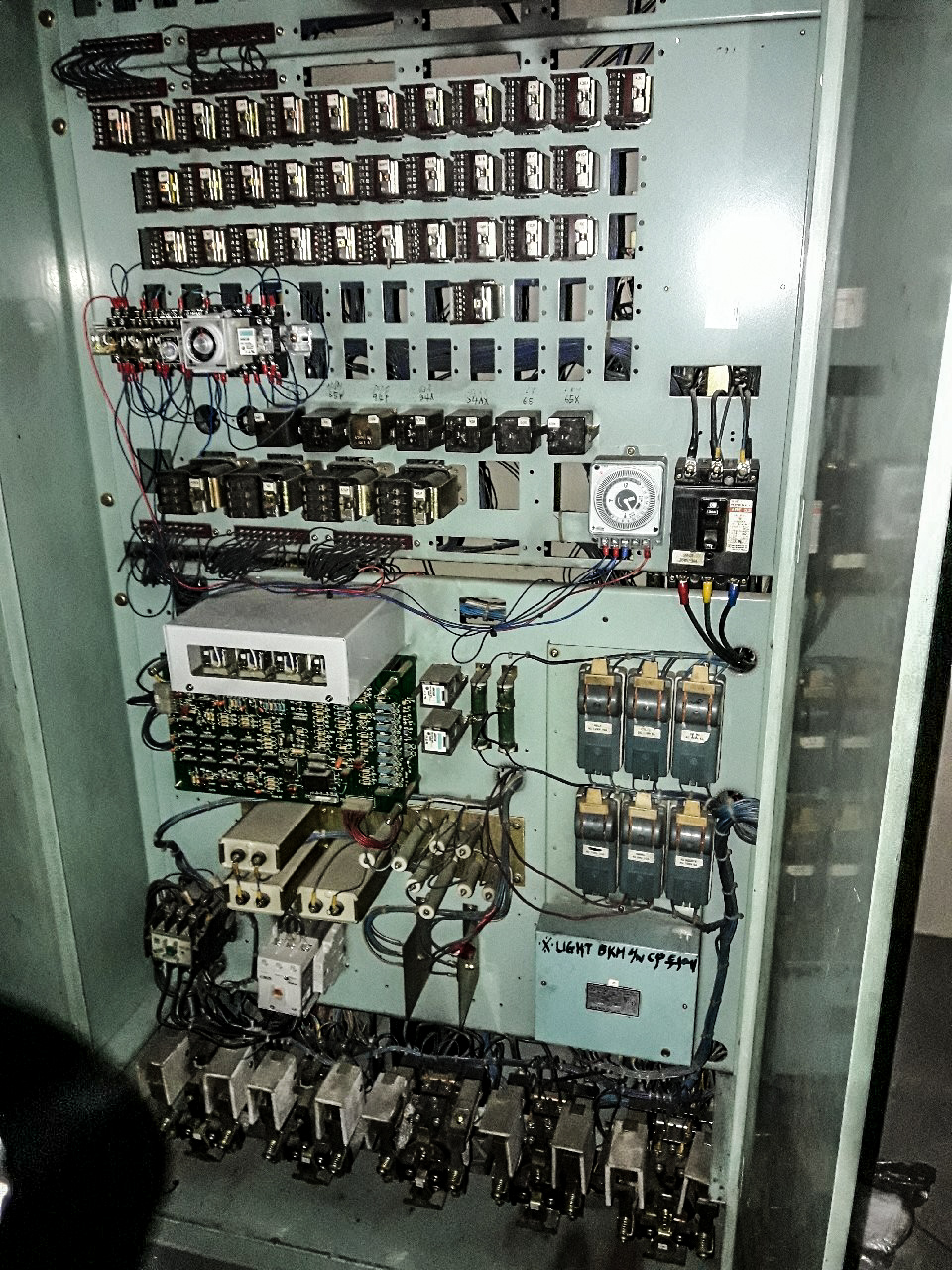
금성산전 DP 제어반
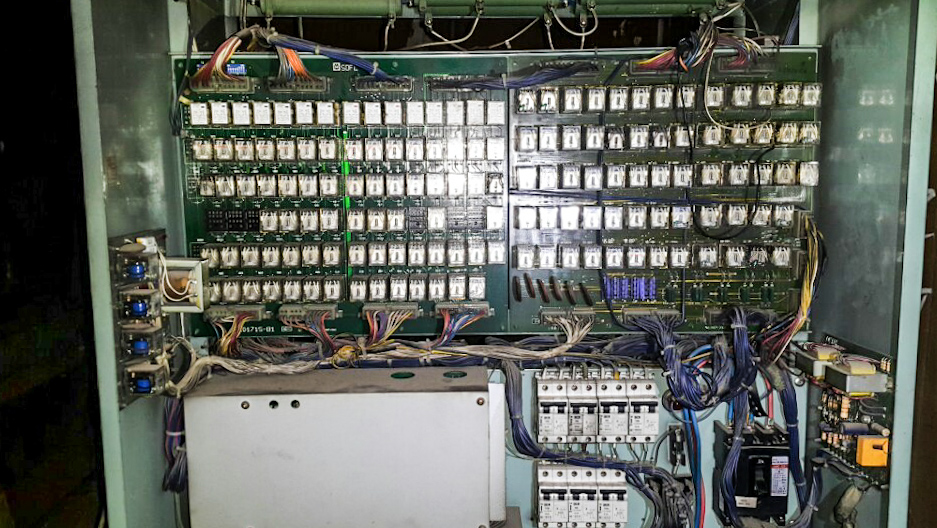
금성산전 SDP 릴레이
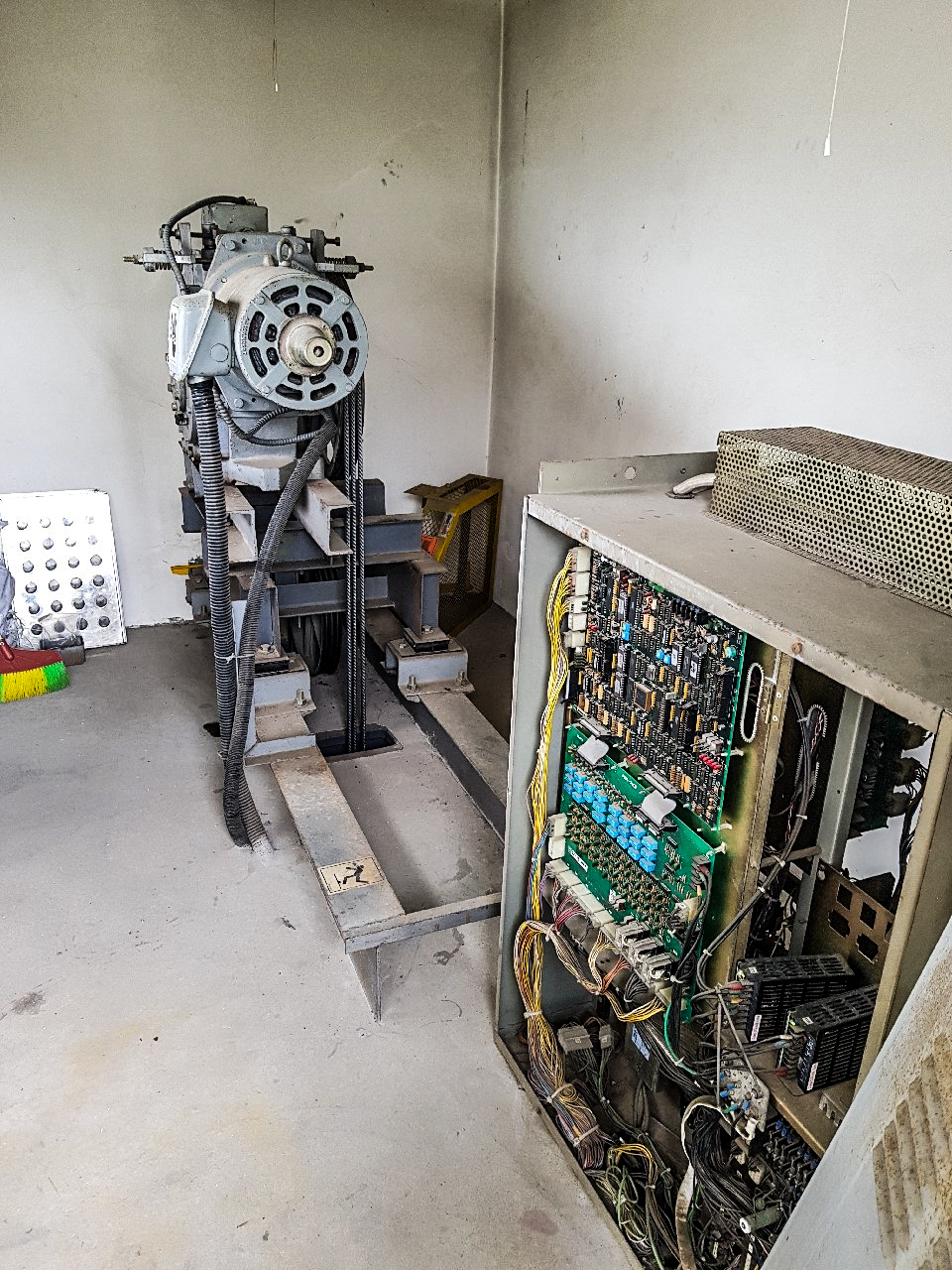
금성기전 VP-L4
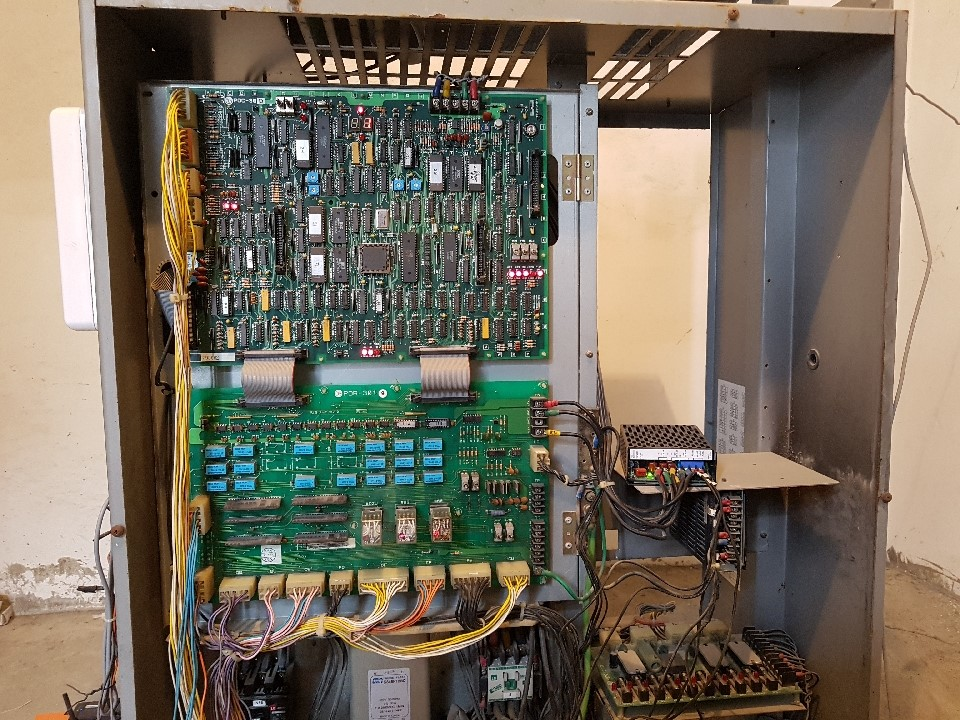
LG산전 LEI(ELIN) 제어반

당시 한국OTIS와는 별개로, 오티스 엘리베이터의 실질적인 전신은 LG산전엘리베이터이다. 1968년 영진전기와 금성사가 인천광역시 주안과 경상남도 창원시에 각각 승강기 제조 공장을 세웠는데, 주안공장은 미쓰비시 전기와, 창원공장은 히타치엘리베이터서비스(현 히타치빌딩시스템)와 각각 합작투자, 기술제휴를 맺었고, 이후 히타치엘리베이터는 1979년 금성사와의 합작투자로 대한민국 시장에 본격 진출한다. 당시 주안공장 측은 '신영전기', 창원공장 측은 '금성사'라는 명칭을 가지고 있었으나 1987년 금성사가 '금성산전'으로, 신영전기가 '금성기전'으로 상호를 변경하면서 금성기전과 금성산전을 묶어 '금성엘리베이터'라고 칭하게 되었다. 1995년 2월 금성산전이 'LG산전'으로 상호를 변경하였고, 같은 해 9월 LG산전이 금성기전과 금성계전을 합병하였다. 이후 오티스 측에서는 1998년 2월 동양중공업과 합작하여 '오티스 코리아'를 설립한 뒤 1999년 12월 LG산전엘리베이터의 LG산전 지분을 인수하여 LG산전엘리베이터의 사명을 LG-OTIS로 변경함과 동시에 기존 한국OTIS를 이에 병합하고, 2003년 사명을 다시 OTIS-LG로 변경하였다. 2005년 지분 인수 절차가 완전히 끝난 후에는 LG산전이 LS산전으로 분리되면서 'LG' 상호를 제거하여 '오티스엘리베이터코리아'가 된다.
LG산전엘리베이터 때부터 사용하던 인천 주안공장, 창원공장을 한국 승강기 제조 공장으로 운영하였으나 건설경기 침체의 도래 및 오티스 글로벌 정책 상 2003년 창원공장의 구동 모터·스텝 생산 라인 가동을 멈췄으며 2004년에는 창원공장 부품공장을 폐쇄하고 조립 라인만 가동했다. 이어 2005년 인천 주안공장을 폐쇄하고, 2006년 기숙사를 매각하는 등 구조조정 및 공장 인력에 대한 정리해고를 추진하였고 2007년 모터 사업부를 하이젠모터에 넘겼으며, 2013년 1월 창원공장을 LG전자에 매각하면서 대한민국 내 생산 공장을 완전히 폐쇄하여 고객이 한국산 제품을 원하지 않는 한 거의 모든 제품을 전량 중국 수입분에 의존하게 되었다. 이후 2015년 7월 9일 기존 인천 포레스코에 있던 고객물류센터(Customer Logistics Center, CLC)와 더불어 충남 아산에 신규 CLC를 오픈하여 대부분의 판매량을 대한민국 내 아웃소싱 생산으로 전환한다.
2011년 5월에는 1,000억 원 규모의 잠실 롯데월드타워 승강기 사업을 수주하였고 2016년 지하 2층부터 전망대 121층까지 세계 최장 길이인 496m의 구간을 운행하는 더블데크 엘리베이터 2대를 포함한 스카이웨이 11대, 젠투 19대로 도합 30대의 엘리베이터와 19대의 에스컬레이터를 설치하였다.
2017년 6월 13일에는 송도국제도시에 R&D 센터 및 첨단 생산시설을 건립한다는 내용의 MOU(양해각서)를 인천광역시와 체결하였고, 11월에 착공하여 2019년 완공되었다.
2017년 오티스엘리베이터코리아는 신규 4,724대, 교체 907대로 총 5,631대의 승강기를 설치하여 승강기 설치 시장에서 전체 3위, 11.6%의 시장 점유율을 보였다. 유지관리 시장에서는 11만 1,934대를 보유하여 전체 2위, 17.5%의 시장 점유율을 기록하였다.

2025년 현재까지 오티스엘리베이터코리아로 유지중이다

### 모델 및 브랜드
1991년 출범한 한국오티스엘리베이터의 경우 출범 초기 로프식-교류 모델로 중국의 톈진에서 생산된 TOEC-40과 TOEC-60을 수입하여 판매했고, 이후 로프식-VVVF 모델로 일본에서 생산된 SPEC-60, SPEC-90과 톈진에서 생산된 TOVF-80, 유럽과 동남아 등지에서 조립된 VF200(독일 MCS220), VF300(독일 MCS321), 그리고 ELTRON2000 등의 모델을 생산하였다. 이와는 별개로 자기력을 이용해 구동되는 리니어식-VVVF 모델인 SKY-LINEAR 모델과 로프식-직류무기어 모델인 '엘레보닉'(Elevonic)의 일환으로 미국 제품인 E201, E311, E401, E411, E413 등이 납품되었다. 이중 E411은 2016년까지 초고속 플래그쉽 모델이었자 롯데월드타워의 서울스카이 전망대 셔틀 구간에 더블데크로 설치된 것이 대표적이다.

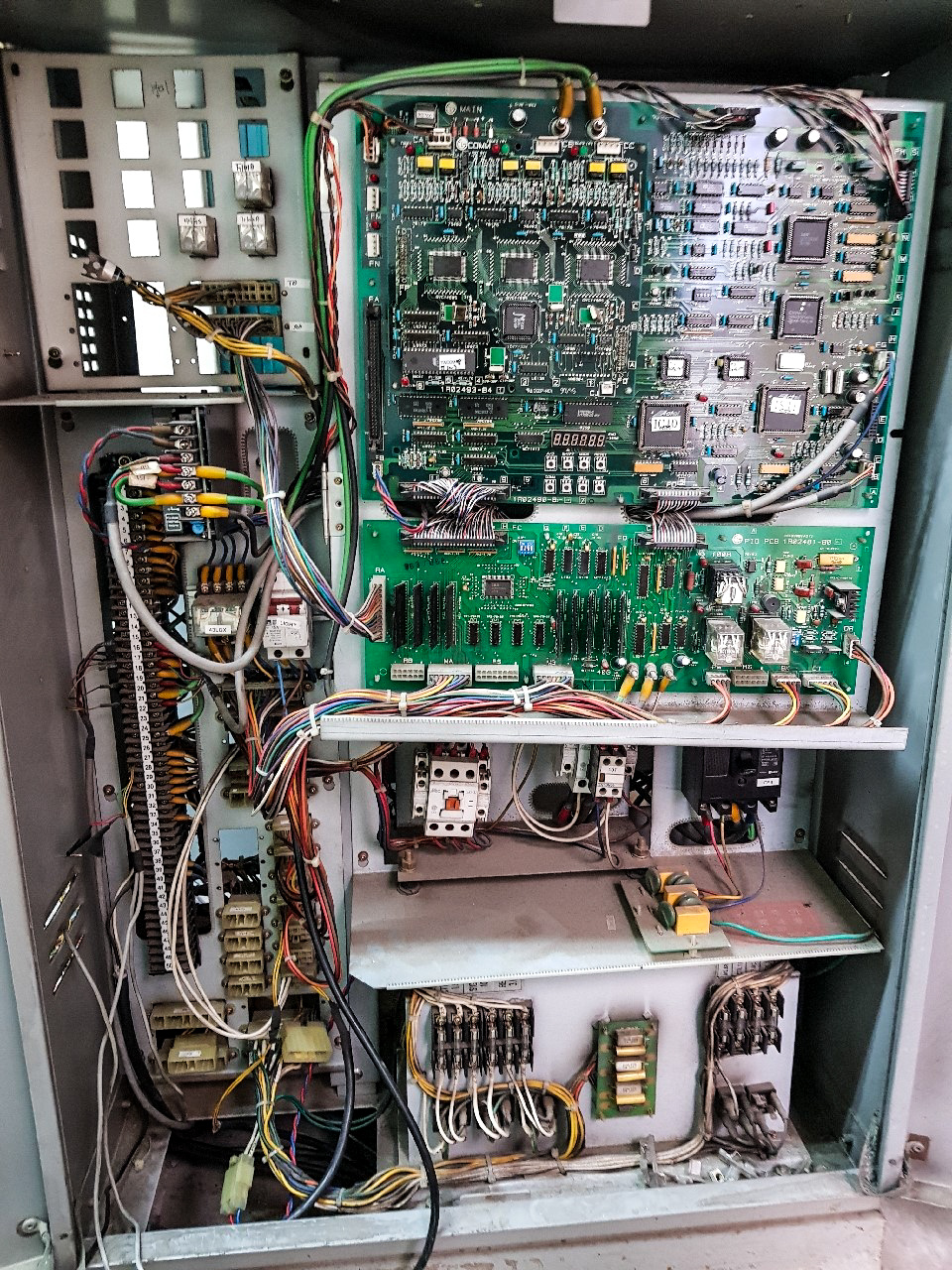
LGP 제어반

한국오티스엘리베이터와 별개로 오티스 측이 LG산전엘리베이터를 인수해 출범시킨 LG-OTIS는 LG산전이 개발한 기어드 모델인 LGP, MGP와 HGP를 2001년까지 납품 후 단종시켰다. 마찬가지로 LG산전이 개발한 Distributed and Inverter Control Elevator, 약어로 Di 엘리베이터 중 Di1의 경우 15인승 이하의 경우 웜기어를, 17인승부터 24인승까지의 경우 헬리컬기어를 채택하는 방식으로 계속해서 생산되었으며 Di1의 중속·대용량화 헬리컬 기어 모델인 Di2, Di3 또한 지속적으로 생산되었다. 고속 기어리스 모델인 Di4의 경우 DS-4로 이름을 바꾸어 생산 중에 있으며, 초고속 모델인 Di5의 경우 2016년 롯데월드타워에서 완성검사를 받은 것을 끝으로 생산이 중단되었다. 1999년부터는 Si1이 시그마(Sigma)라는 브랜드로 판매된다. Di1은 2016년, Di2는 2014년, Di3는 2009년, Si1은 2017년에 단종되었으며 Si1의 경우 수출용으로만 생산 중이고 Di1은 부분 교체공사 한정으로만 설치된다. 화물용 모델 FEC는 주로 백화점, 대형마트에 설치되며 중소업체 부품을 사용하는 OEM 모델이다.

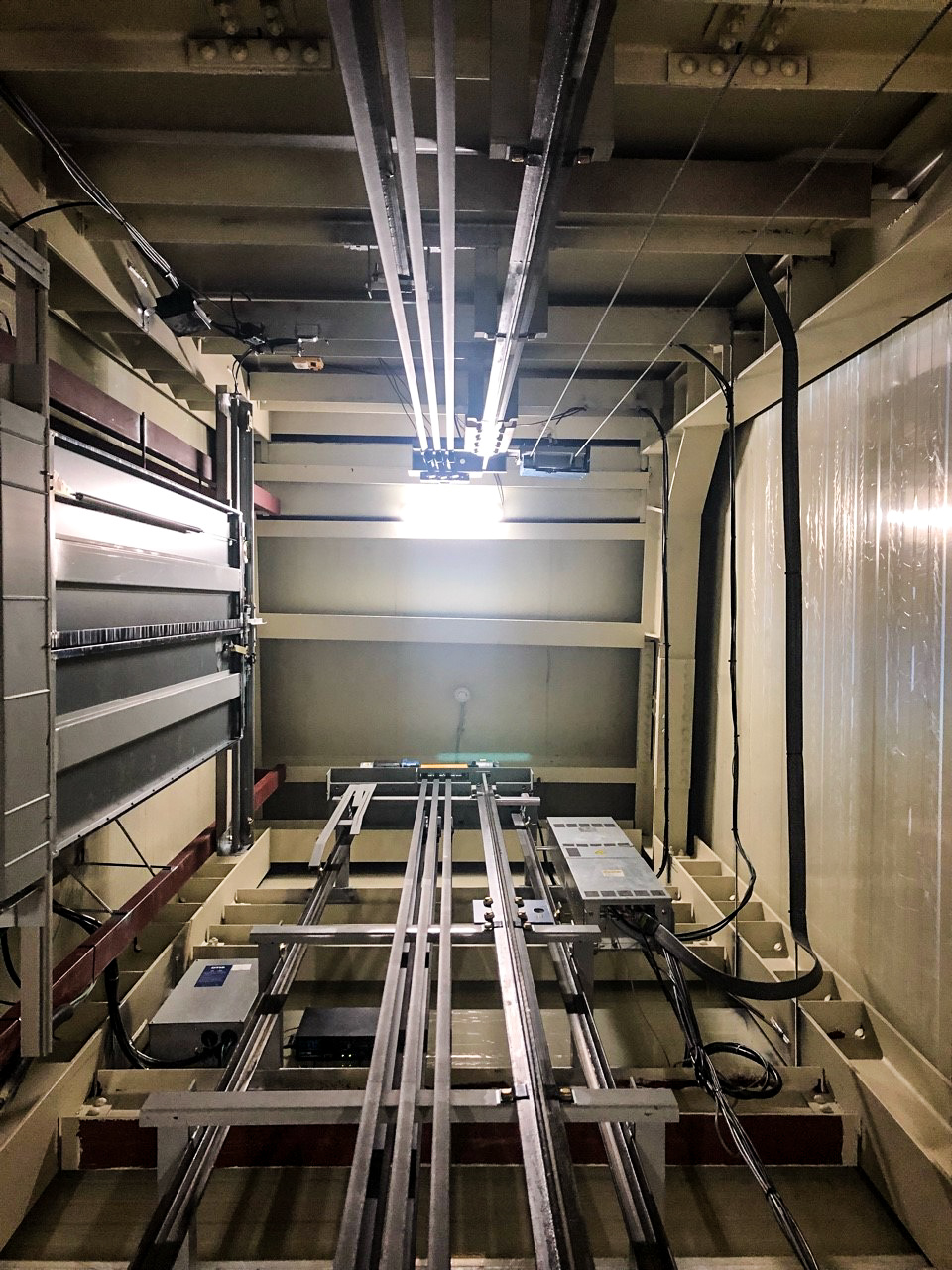
ACD-4 GR1 승강로
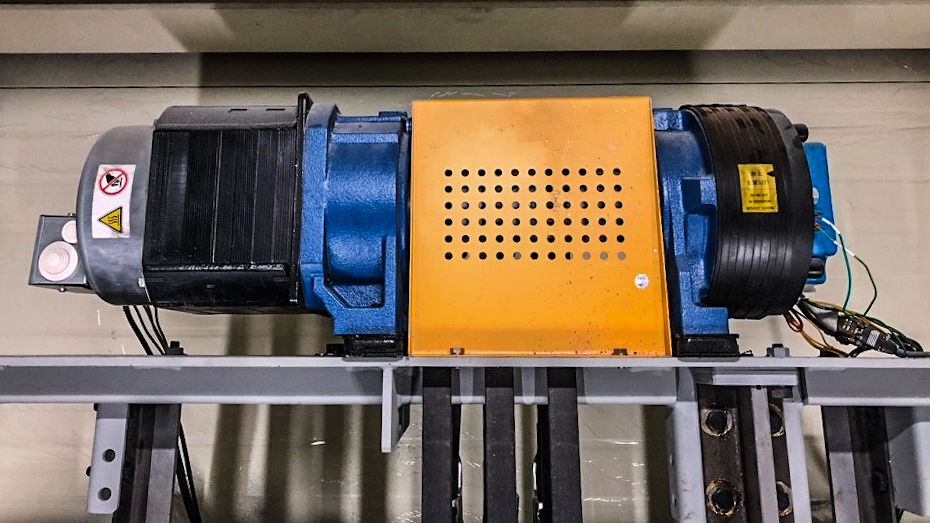
ACD-4 GR1 권상기
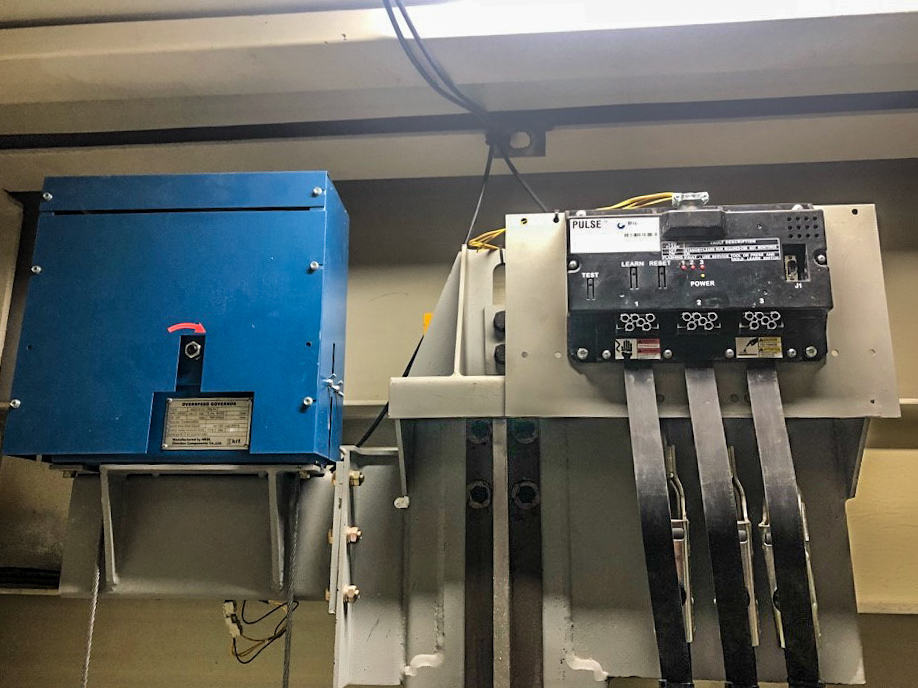
ACD-4 GR1
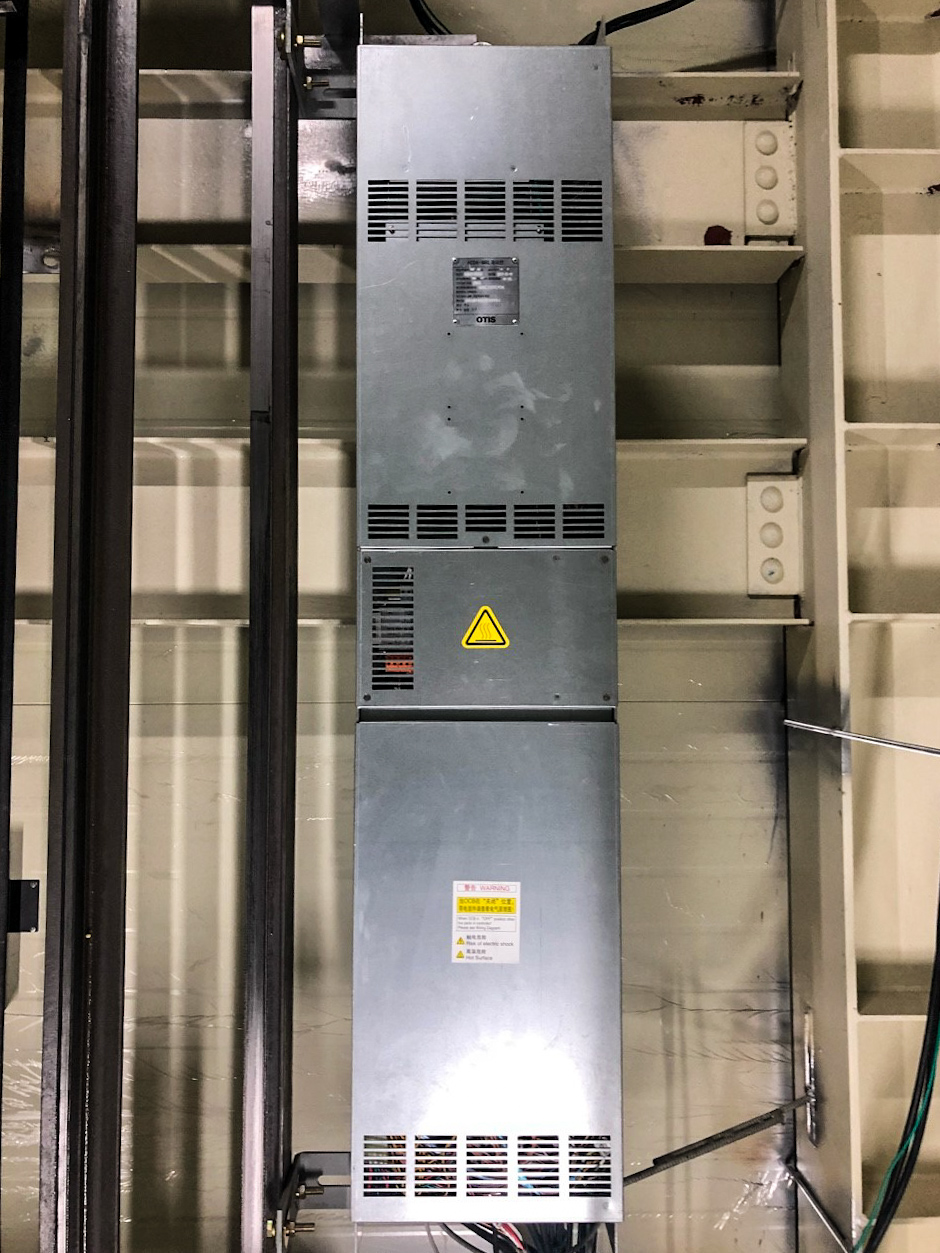
GR1의 ACD-4 MRL 제어반

2000년 10월 8일 기존의 와이어로프 대신 고장력 쇠에 폴리우레탄을 코팅한 플랫벨트를 이용한 제품 계열인 젠투(GeN2)를 새롭게 출시한다. 젠투에 속하는 모델로는 2000년 12월 2일 개발된 기계실 없는 MRL 모델 GR1을 주로 판매하며 특수용 목적으로 GL1, GC1, LD MOR과 ED MOR이 간간히 설치되었으며, 2010년부터는 초소형 기계실 MR 모델으로 GM1이 판매된다. 2012년 하반기부터 중국 공장에서 생산되는 젠투 프리미어 판매가 개시된다. 젠투 프리미어에 소속된 모델로는 GPM과 GPR이 있다. 2013년 하반기부터 GM1은 승강기 교체공사 한정판매 모델로, GR1은 고객이 원할 때에만 따로 제작하는 주문생산 방식으로 격하된다. 그러다가 2015년 7월 아산CLC 오픈과 동시에 GM1과 GR1이 다시 메인 모델로 승격된다. 이후 105m/min 이하의 저속 모델로는 대한민국산 부품을 사용하는 GM1과 GR1을 주로 판매 중이며 일부의 경우 중국에서 GPR을 수입해 설치하고 있다.
한편 젠투와 마찬가지로 MRL 모델이지만, 플랫벨트가 아닌 기존의 강철로프를 사용하는 SL-1(SOLON) 모델이 판매된 바 있으며 2012년부터는 NV1과 같이 기존의 시그마 제어반 대신 상하이 STEP 일렉트릭 주식회사에서 제조한 제어반으로 전환된다.
2015년 7월 9일에는 젠투의 디자인 브랜드로 '젠투 다이나믹'(GeN2 Dynamic)이 출시되었고 2017년 3월 21일에는 '젠투 라이프'(GeN2 Life)가 출시되었다. 2018년 8월 13일에는 '젠투 케어'(GeN2 Care)를 출시했으며 2019년부터 주로 병원을 비롯한 건물에 설치될 예정이다.
120mpm 이상의 중속 모델로는 본래 2006년까지 주를 이루던 Di2의 대체 목적으로 2006년 8월 SM1의 고속화 모델로 대한민국에서 생산되는 SM2와 2011년 중반부터 NV1의 고속화 기종인 NV2가 출시되었고 2010년대 중반부터 GPM의 고속화 기종으로 중국에서 생산되는 DM2의 판매를 개시하였으나, DM2는 2018년부터 GM2에 흡수되어 120m/min에서 150m/min까지의 중고속 모델은 대한민국에서 생산되는 GM2 위주로 판매 중이다.
180m/min 이상의 고속 모델로는 LG산전 때부터 생산한 DS-4와 LG산전부터 설치하는 DI5을 계속 판매하다가, 2015년 오티스의 최신 초고속 엘리베이터 시스템인 Skyrise가 적용된 GMH1과 GMH2의 판매가 개시되어 엘레보닉의 판매는 중단되었고 DS-4의 역시 2014년부터 사실상 교체공사 목적으로만 납품되며 GMH1이 후속기종으로 설치된다. Di5의 후속인 GMH2는 현재 플래그쉽 모델이자 중국의 상하이에 위치한 HighRise CLC에서 생산되며, HighRise CLC는 GMH2뿐만 아니라 세계의 여러 고속 기종을 생산하여 글로벌 엔지니어들이 집중되어 있다.

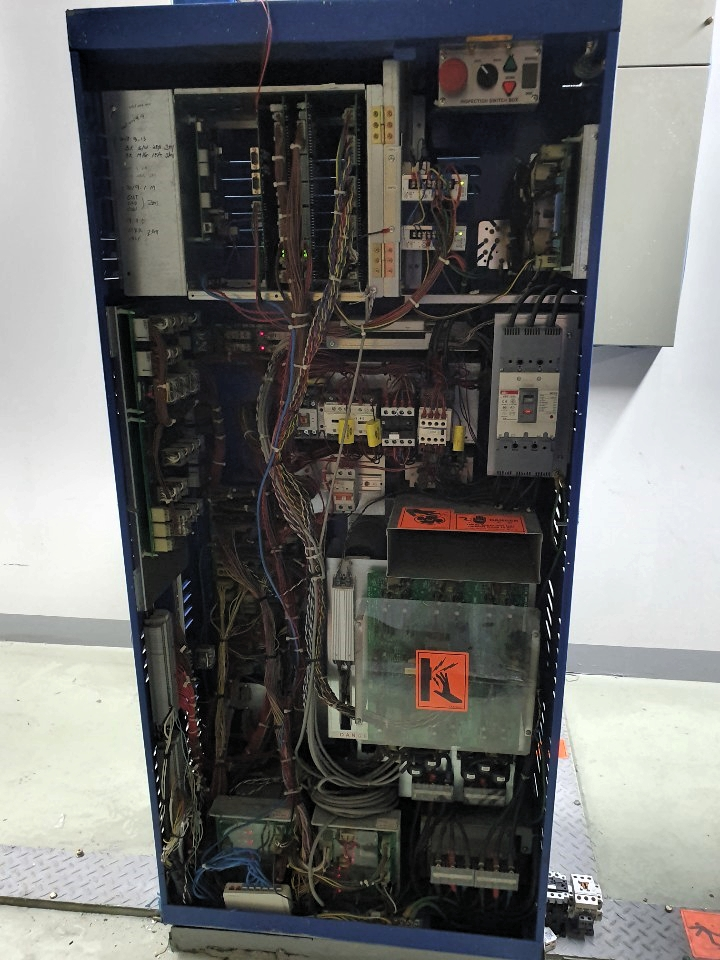
SM2 제어반

2006년 8월부터는 권상기가 기존의 동기전동기가 아닌 영구자석(PM) 매입형 동기전동기를 적용한 'PM 기어리스 머신'으로 오일이 필요없는 제품인 '아이리스(IRIS)'가 판매되었다. 2007년부터 2012년 상반기까지는 아이리스에 속하는 모델로 SM1, CM1, 그리고 SM1의 고속화 모델인 SM2가 판매되었으며, 2011년 중반부터는 후속 기종으로 NV1(IRIS-NV1), NV2(IRIS2)가 출시되었다. 이들 NV 기종의 절대다수에는 '상하이 STEP 일렉트릭 주식회사'에서 생산한 컨트롤러가 적용되었으며 일부의 경우 ACD-3 제어반이 적용되기도 하였다. 창원공장을 완전히 철수한 이후 NV 기종은 2013년 하반기부터 GM1, Di1 등 기존 한국산 모델이 승강기 교체공사에 주로 판매되면서 대량으로 납품되기 시작하였으나 잦은 고장, 아산CLC 조기 오픈과 함께 설치 대수가 다시 줄어들었다. 최후로 설치된 NV 기종으로 확인된 곳은 구미옥계세영리첼 아파트에 2018년 6월부터 7월까지 설치된 IRIS-NV1, NV2(도합 14대)이다.
2008년 11월 10일 Asian Control & Drive, 약자로 ACD라는 이름의 글로벌 신규 제어반이 개발되었다. 2011년까지 ACD-2라는 이름으로 일부 IRIS 제품에 시범 적용되었으며, 2011년 12월 이후 출고되는 거의 모든 GeN2 제품에 ACD-3라는 이름으로 적용되었다. 2016년에는 ACD-3와 달리 메인 제어반과 드라이브 기판 부위를 하나로 통합하는 등 업그레이드된 시스템인 ACD-4가 개발되었고 유기계실 기종인 GM1에는 2016년부터, 무기계실 기종인 GR1에는 2017년부터 ACD-3와 병행 적용되고 있다.
2008년 12월 오티스엘리베이터가 독일의 '2009 IF 디자인 어워드'에서 빌딩부문 제품 디자인상을 수상받은 '미니터치'(Mini Touch)를 출시하였다. 이후 점자가 있는 키패드 버튼으로 된 '미니터치2'를 출시하였으며 미니터치2는 2010년 굿디자인에 선정되어 조달청장상을 받았다. 또한 오티스 엘리베이터의 목적층 선행등록 시스템인 '컴파스플러스'(Compass Plus)는 명확한 웨이파인딩, 맞춤 스크린, 개인화된 승강기 운영을 통해 사람들이 더 쉽고 효율적으로 이동할 수 있도록 도와준다. 현재 전세계 60개국, 1만 여대의 엘리베이터에 컴파스플러스가 운영중이다.

## 사건사고 및 논란
- 2020년 9월 28일 오후 6시 55분경 부산광역시 남구 용호동 LG메트로시티에 설치된 승강기 한 대가 돌상하는 사고가 발생하였다. 해당 승강기는 2000년 설치된 분속 90m급 Si1 기종으로, 7층에서 탑승한 승객이 1층에 도착해 내리려는 순간 갑자기 상승하여 최상층인 25층과 기계실 사이에서 정지한 것이다. 이 사고로 승강기에 타고 있던 40대 여성과 7살 딸이 2시간 10여 분가량 카내에 갇혀 있어야 했다.[25]

## 공장
오티스는 미국의 해리슨과 멕시코의 노갈레스, 브라질의 상파울루를 비롯하여 유럽에는 프랑스의 디엔과 독일의 베를린, 체코의 브르제츨라프, 스페인의 마드리드에, 아시아에는 일본 지바현 산부군의 시바야마정, 중국 광저우시와 톈진시 등에 제조 공장을 두고 있다. 과거에는 미국의 용커스, 대한민국의 창원시와 인천광역시 주안동에도 공장을 두고 있었으나 용커스 공장은 1983년에 문을 닫아 현재 가와사키 중공업이 철도 차량 조립 공장으로 이용하고 있으며 대한민국에서는 인천 주안공장은 2005년 문을 닫고 창원공장은 2013년 1월 LG전자에 매각되어 에어컨 R&D 센터로 이용되고 있다.
한국에서는 오티스 엘리에이터 코리아가 2019년 6월 20일 인천 송도동에 공장을 준공하면서 6년만에 공장 재가동을 시작했다.

## 같이 보기
- 현대엘리베이터
- 티센크루프
- 쉰들러 그룹

### 내용주
1. ↑  현재는 에스컬레이터에 대한 상표권을 포기한 상태이다.
2. ↑  고려증권이 부도 난 현재는 한국HP의 사옥인 상태이다.